# NGC 1103
NGC 1103 is een balkspiraalstelsel in het sterrenbeeld Eridanus. Het hemelobject werd op 26 december 1885 ontdekt door de Amerikaanse astronoom Lewis A. Swift.

## Synoniemen
- PGC 10597
- MCG -2-8-5